# Ник Адамс
Ник Адамс (англ. Nick Adams), при рождении Николас Алоизиус Адамшок (англ. Nicholas Aloysius Adamschock; 10 июля 1931 — 6 февраля 1968) — американский киноактёр украинского происхождения.

## Ранние годы
Николас Алоизиус Адамшок родился в семье Кэтрин Кунц и Питера Адамшока. Его отец был украинского происхождения и работал шахтёром. Детство Николаса было тяжёлым: семья ютилась в домике, принадлежащим шахтёрской угледобывающей компании, на которую работал Питер, и постоянно была в долгах. Когда Николасу было пять лет, его дядя (который работал с его отцом) погиб от аварии на шахте, после чего Питер забрал жену и сына и поехал с ними на машине в бесцельное путешествие, которое завершилось в Джерси-Сити, где у семьи закончились все деньги и бензин. Здесь же Питеру удалось пристроиться дворником в многоквартирный дом, в подвале которого семья получила крохотную квартиру, а Кэтрин пошла работать на электростанцию Вестерн-Электрик в Кирни. Через какое-то время Адамсы переехали в другую квартиру на Ван-Ностранд-Авеню.
Учился в Колледже Святого Петра, после окончания которого поступил в морскую пограничную службу, где служил с 1952 по 1955 год. Николас выбрал себе псевдоним в честь героя Эрнеста Хемингуэя Ника Адамса. Родители не разделяли его актёрских амбиций и настаивали, чтобы он овладел какой-нибудь профессией, но Николас был уверен в том, что именно на актёрском попорище он сможет заработать много денег.

## Карьера
Не имея никакого актёрского образования Адамсу пришлось долго добиваться первых ролей. Его актёрский дебют состоялся в 1948 году, когда 17-летний Адамс приехал в Нью-Йорк и пришёл на прослушивание в пьеcу Шона О’Кейси «Серебряная Тэсси», где познакомился с актёром Джеком Пэлансом. Хотя в пьесу Адамса не взяли даже в качестве статиста, Пэланс (который сам был сыном украинских эмигрантов) помог ему устроится в расположенную по соседству труппу детского театра, где он получил свою первую актёрскую работу, сыграв роль Мэффа Поттера в «Томе Сойере».
Адамс дебютировал в кино в 1952 году в фильме «Кто-то любит меня» (он даже не был упомянут в титрах). Хотя после этого он вступил в Гильдию Киноактёров, ему два года не удавалось найти постоянную работу. В 1950-е годы он снимался в таких фильмах, как «Бунтарь без причины» (1955), «Мистер Робертс» (1955) (именно после этого фильма Адамсу наконец удалось нанять влиятельного агента и заключить контракт с «Warner Bros.»), «Любимец учителя» (1958), «Интимный разговор» (1959) и других. В 1959—1961 годах Адамс играл главную роль Джоонни Юмы в телесериале «Повстанец»
В 1963 году Адамс сыграл в фильме «Сумерки чести», за игру в котором был номинирован на премию «Оскар» за лучшую мужскую роль второго плана. Актёр надеялся стать победителем, но «Оскар» достался Мелвину Дугласу. После этого в жизни Адамса начались проблемы: за один год его 9 раз задерживала полиция за превышение скорости, большинство киностудий полностью отказались от его услуг, а его кинокарьера постепенно начала сводиться к фильмам, не вызывающим отклика у публики или критиков, или же к односерийным появлениям в различных сериалах.
Хотя в 1965 году Адамс публично заявил, что никогда не променяет кинематограф США на кинематограф других стран, в тот же год он согласился принять роли в японских научно-фантастических фильмах о монстрах «Франкенштейн против Барагона» и «Годзилла против Монстра Зеро».

## Личная жизнь
В 1959 году Адамс женился на актрисе Кэрол Ньюджен. У пары было двое детей: дочь Эллисон Ли (род. 1960) и сын Джеб Стюарт (род. 1961). Брачная жизнь актёра не задалась — согласно прессе, где-то после 1963 года семейные неурядицы стали причиной того, что Адамс не мог получить более-менее прибыльные роли. В начале 1965 года актёр шокировал общественность, когда в шоу Леза Крэйна заявил, что уходит от Кэрол, причём сама Кэрол об этом ничего не знала. Где-то спустя неделю пара публично объявила о перемирии, но карьера Адамса после этого начала плавно скатываться вниз. В сентябре 1965 года Кэрол подала на развод. После череды разбирательств актёр выиграл суд, который узаконил его опекунство над детьми, но через две недели он вернул их матери, позже Кэрол удалось оформить над ними опеку.
Адамс умер 7 февраля 1968 года в возрасте 36 лет. Первоначально сообщалось, что он умер от передозировки лекарств. Вскрытие показало, что смерть наступила мгновенно от инъекции паральдегида и промазина. Однако осталось неизвестным, была ли передозировка случайной или умышленной. Также выдвигались версии об убийстве Ника Адамса.

## Избранная фильмография
| Год  |   | Русское название             | Оригинальное название                  | Роль                  |
| ---- | - | ---------------------------- | -------------------------------------- | --------------------- |
| 1955 | ф | Мистер Робертс               | Mister Roberts                         | Ребер                 |
| 1955 | ф | Бунтарь без причины          | Rebel Without a Cause                  | Чик                   |
| 1955 | ф | Пикник                       | Picnic                                 | подрывник             |
| 1958 | ф | Любимец учителя              | Teacher’s Pet                          | Барни Ковач           |
| 1959 | ф | Интимный разговор            | Pillow Talk                            | Тони Уолтерс          |
| 1964 | с | За гранью возможного         | The Outer Limits                       | Майк Бенсон           |
| 1964 | с | Сыромятная плеть             | Rawhide                                | капрал Дейсовик       |
| 1965 | ф | Франкенштейн против Барагона | フランケンシュタイン対地底怪獣バラゴン | доктор Джеймс Боуэн   |
| 1965 | ф | Умри, монстр, умри!          | Die, Monster, Die!                     | Стивен Рейнхарт       |
| 1965 | ф | Годзилла против Монстра Зеро | 怪獣大戦争                             | астронавт Гленн Эймер |